# The Wanted (álbum)
The Wanted es el álbum debut homónimo de la "boy band" británica The Wanted, publicado el 22 de octubre de 2010 por el sello discográfico Geffen Records. La mayoría de las canciones del álbum fueron escritas por los miembros de la banda, con la ayuda de los compositores Steve Mac, Wayne Hector, Ed Drewett, Lucas Secon, Lukas Hilbert y Alexander Kronlund. El álbum está disponible varias ediciones, incluyendo una edición deluxe exclusiva para Tesco, el cual contenía dos bonus track y dos vídeos, y ediciones individuales de los miembros de la banda, exclusivo para HMV, el cual contenía un estuche de bonificación y notas relacionadas con los miembros de la banda respectivamente. El álbum debutó en el n.º 4 en la lista UK Albums Chart, y en el nº11 en Irlanda. Del álbum fueron publicados tres sencillos que alcanzaron éxito en las listas de Reino Unido «All Time Low».

## Sencillos
- «All Time Low» fue publicado el 25 de julio de 2010, como el sencillo debut de la banda. Debutó en el n.º 1 de la lista UK Singles Chart. En Irlanda, la canción alcanzó la posición nº13, después de cuatro semanas en listas. A nivel internacional, "All Time Low" fue publicado el 22 de octubre de 2010 en Alemania, alcanzando la posición 44, y el 1 de julio de 2011 en Estados Unidos, alcanzando la posición 19 en la lista Hot Dance Club Songs del Billboard. El vídeo oficial actualmente supera los 22 millones de visitas en YouTube.

- «Heart Vacancy» fue publicado el 17 de octubre de 2010, como el segundo sencillo de la banda. Alcanzó el n.º 1 en la lista UK Singles Chart. La canción convirtió a la banda, en la segunda en entrar en el Top 20 de sencillos en Irlanda, alcanzando la posición nº18. El vídeo oficial actualmente tiene más de 10 millones de visitas en YouTube. "Heart Vacancy" es actualmente la única canción de la banda en no ser lanzada internacionalmente.

- «Lose My Mind» fue publicado el 26 de diciembre de 2010, como el tercer sencillo de la banda. Alcanzó la posición nº19 en la lista UK Singles Chart, pero solo logró posicionarse en el nº30 en Irlanda. El sencillo fue también publicado en Alemania el 4 de marzo de 2011, donde alcanzó la posición nº36 y fue publicado en Estados Unidos el 11 de junio de 2012, convirtiéndose en el cuarto sencillo de la banda en dicho país. El vídeo oficial actualmente tiene más de 6 millones de visitas en YouTube.

## Recepción
Music Week le dio al álbum una reseña favorable diciendo, "Este álbum homónimo suena como el tipo de radio-friendly, pulido y un álbum con melodía perfecto para el 2010. Tiene sus momento de innovación - como el sub bass vagamente amenazante de 'Say It On The Radio' o los estilos occidentales de espagueti de 'Let's Get Ugly' - pero ambas canciones pronto se resolven en los coros masivos que se suena muy bien saliendo de sus radios y televisores".
Karen Edwards de Heat' calificó el álbum con cuatro de cinco estrellas, diciendo "Las voces de los chicos cambian en todo, desde la balada indie 'Golden', los dulces sonidos pop de 'Heart Vacancy' y la inspiración de Kings of Leon- para 'Lose My Mind' [...] para el sonido fresco del Medio de Oriente 'Let's Get Ugly', hay un montón de sonidos diferentes para disfrutar. [...] Hay algo para todos en The Wanted - no solo para los teenie-boppers entre nosotros". Fraser McAlpine de BBC Music sintió que el álbum tenía un montón de altos y bajos y declaró: "Hay señales de evolución emergente en el trabajo dentro de los genes de esté. [...] Atrapar las canciones, con masas de personalidad - como el swoony, coral [Hi &] Low, o el complemento de Wild Beasts- y Golden - sentarse al lado de la formulista (but y'know, fine) Say It on the Radio o Personal Soldier: el dicho 'el que no arriesga no gana'".
Paul Taylor de CityLife dijo que el álbum está casi lleno de sorpresas y escribió "Trabajar con los productores (Scanda-pop) Cutfather y Carl Falk y la talla de Steve Mac y Guy Chambers arroja una marca muy particular de gran pop brillante, que se arregla para espolvorear en un adolescente pop espíritu indie así como una ración electro de Taio Cruz. No hay, inevitablemente, un poco de la década de los 80 allí". En su reseña para The Independent, Simon Price escribió: "Su debut, escrito por la lista de compositores de talla (Cathy Dennis, Guy Chambers, Taio Cruz), cubre todas las bases de una boy band, desde los Coldplay- se encuentra Akon aplastando "All Time Low" a Westlife con la balada "Heart Vacancy" y se venderá por la niñas que encuentran a JLS aterradoramente urbano." 4Music le dio al álbum cuatro estrellas de cinco que describen como "todo lo contrario a lo que estábamos acostumbrados a escuchar en las boybands. [...] Hay algunos momentos 'encendedores en el aire', pero la mayor parte es up-tempo, pegadizo y [...] música pop creíble del cual usted no debe sentirse avergonzado en caso de gustarle". Ian Gittins de Virgin Media le dio al álbum tres estrellas de cinco y dijo que el álbum apeló 'a los preadolescentes'" y concluyó: "No importa como logra el embalaje, no podían hacer esto si las canciones no estuvieran en su lugar, y confesiones resbaladistas tales como 'Replace Your Heart' y 'Weakness', indicio de que han logrado un lucrativo nicho musical en algún lugar entre JLS y acercándose a Justin Timberlake. [...] Este es un álbum pulido, eficiente de pop y R&B ultra-contemporáneo, con solo el toque de Ennio Morricone en 'Let's Get Ugly'". Shields Gazette le dio al álbum una calificación de 1 a 10 y escribió: "Si lo tuyo es el pop cubierto por varias capas en los coros, te va a encantar. No quiero volverlo a escuchar otra vez".

## Gira
The Wanted realizó una gira por Reino Unido entre marzo y abril de 2011 en promoción al álbum. Los teloneros fueron Lawson, Twenty Twenty y Starboy Nathan.
| Fecha               | Ciudad        | País       | Lugar                            |
| ------------------- | ------------- | ---------- | -------------------------------- |
| Reino Unido         |               |            |                                  |
| 28 de marzo de 2011 | Mánchester    | Inglaterra | O2 Apollo Manchester             |
| 29 de marzo de 2011 | Mánchester    | Inglaterra | O2 Apollo Manchester             |
| 30 de marzo de 2011 | Newcastle     | Inglaterra | Newcastle City Hall              |
| 1 de abril de 2011  | Brighton      | Inglaterra | Brighton Centre                  |
| 2 de abril de 2011  | Nottingham    | Inglaterra | Nottingham Royal Concert Hall    |
| 3 de abril de 2011  | Cardiff       | Gales      | Cardiff International Arena      |
| 5 de abril de 2011  | Plymouth      | Inglaterra | Plymouth Pavilions               |
| 6 de abril de 2011  | Londres       | Inglaterra | Hammersmith Apollo               |
| 7 de abril de 2011  | Londres       | Inglaterra | Hammersmith Apollo               |
| 9 de abril de 2011  | Bournemouth   | Inglaterra | Bournemouth International Centre |
| 10 de abril de 2011 | Sheffield     | Inglaterra | Sheffield City Hall              |
| 11 de abril de 2011 | Wolverhampton | Inglaterra | Wolverhampton Civic Hall         |
| 13 de abril de 2011 | Glasgow       | Escocia    | Clyde Auditorium                 |
| 14 de abril de 2011 | Glasgow       | Escocia    | Clyde Auditorium                 |
| 15 de abril de 2011 | Edinburgh     | Escocia    | Edinburgh Playhouse              |

## Lista de canciones
| N.º | Título                       | Escritor(es)                                                                                 | Productor(es)            | Duración |  |
| 1.  | «All Time Low»               | Steve Mac, Wayne Hector, Ed Drewett                                                          | Mac                      | 3:25     |  |
| 2.  | «Heart Vacancy»              | Mich Hansen, Jonas Jeberg, Lucas Secon, Wayne Hector                                         | Jeberg, Cutfather        | 3:44     |  |
| 3.  | «Lose My Mind»               | Nina Woodford, Rami Yacoub, Carl Falk                                                        | Rami, Falk, The Wideboys | 3:50     |  |
| 4.  | «Replace Your Heart»         | Cathy Dennis, Greg Kurstin, Kasia Livingston                                                 | Kurstin                  | 4:07     |  |
| 5.  | «Hi & Low»                   | Greg Laswell                                                                                 | Phat Fabe                | 3:41     |  |
| 6.  | «Let's Get Ugly»             | Ennio Morricone, Guy Chambers, Mc. Stagger                                                   | Chambers, Richard Flack  | 3:31     |  |
| 7.  | «Say It on the Radio»        | George, Sykes, Kaneswaran, Parker, McGuiness, Daniel James, Leah Haywood                     | Dreamlab                 | 3:18     |  |
| 8.  | «Golden»                     | George, Sykes, Kaneswaran, Parker, McGuiness, Jamie Hartman                                  | Hartman                  | 2:56     |  |
| 9.  | «Weakness»                   | George, Sykes, Kaneswaran, Parker, McGuiness, Woodford, Harry Sommerdahl, Fabian Torsson     | Phat Fabe, Sommerdahl    | 3:56     |  |
| 10. | «Personal Soldier»           | Guy Chambers, Steph Jones                                                                    | Chambers, Richard Flack  | 3:48     |  |
| 11. | «Behind Bars»                | George, Sykes, Kaneswaran, Parker, McGuiness, Chris Young                                    | Chris Young              | 3:01     |  |
| 12. | «Made»                       | Guy Chambers, Taio Cruz                                                                      | Chambers, Flack          | 3:22     |  |
| 13. | «A Good Day for Love to Die» | George, Sykes, Kaneswaran, Parker, McGuiness, Mich Hansen, Sharon Vaughn, Marcus John Bryant | Jeberg, Cutfather        | 3:32     |  |

| Edición Deluxe (Bonus tracks) |                                         |                                                      |                   |          |  |
| N.º                           | Título                                  | Escritor(es)                                         | Productor(es)     | Duración |  |
| 14.                           | «The Way I Feel»                        | Guy Chambers, Richard Flack                          | Chambers, Flack   | 3:26     |  |
| 15.                           | «All Time Low» (Digital Dog club remix) | Mac, Hector, Drewett                                 | Mac               | 6:04     |  |
| 16.                           | «Heart Vacancy» (DJs from Mars remix)   | Mich Hansen, Jonas Jeberg, Lucas Secon, Wayne Hector | Jeberg, Cutfather | 6:15     |  |